# Julia Perry

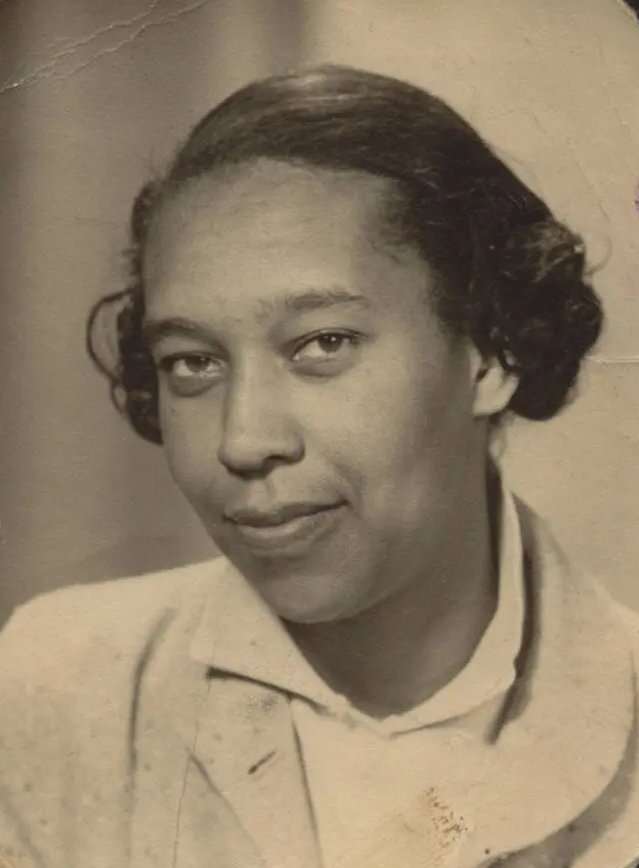
Julia Perry około 1950 roku

Julia Amanda Perry (ur. 25 marca 1924 w Lexington, zm. 29 kwietnia 1979 w Akron) – afroamerykańska kompozytorka.

## Życiorys
Studiowała w Westminster Choir College w Princeton oraz w Tanglewood, uczyła się u Nadii Boulanger w Paryżu oraz u Luigiego Dallapiccoli we Włoszech. Koncertowała w Europe dzięki wsparciu finansowemu US Information Service w 1957 roku. Była członkinią Amerykańskiej Akademii Sztuki i Literatury. Doznała kilku udarów w 1973 roku, których konsekwencją był paraliż prawej strony ciała; nauczyła się pisać lewą ręką, dzięki czemu dalej mogła komponować.

## Nagrody
- Boulanger Grand Prix za Koncert skrzypcowy (1952)
- Fontainebleau award[1]

## Twórczość
W swojej twórczości łączyła europejski neoklasycyzm z wpływami afroamerykańskimi. Wybrane dzieła:
- 12 symfonii[1]
- 2 opery[1]
- balet operowy[1]
- Homunculus C.F. na harfę, czelestę i zespół perkusyjny[1]